# جانيت رينكويست
جانيت رينكويست (بالإنجليزية: Janet Rehnquist)‏ هي مسؤولة أمريكية، ولدت في 4 مايو 1957.